# Salt Fork
La Salt Fork ou Salt Fork Arkansas River ou encore Kicpahaatihari en langue amérindienne, est un affluent de l'Arkansas long de 385 kilomètres dans le sud de l'État du Kansas et le nord de l'Oklahoma aux États-Unis.

## Hydronymie
D'après le Geographic Names Information System, la Salt Fork est aussi connue sous les noms suivants :
| - Grand Sabine River - Grand Saline River - Kai it tu - Kits Kait - Kiz pahuti hoddi - Little Arkansas River - Little River - Ne Shudse Shunga - Nesuketonga River | - Red Fork Arkansas River - Red Fork of Arkansas River - Salt Fork Arkansas - Salt Fork Creek - Salt Fork of Arkansas River - Salt Fork of the Arkansas - Salt Fork of the Arkansas River - Salt Fork River |

## Description du cours

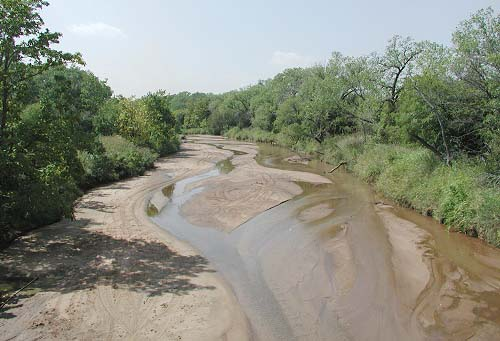
La Salt Fork près d' Alva, Oklahoma

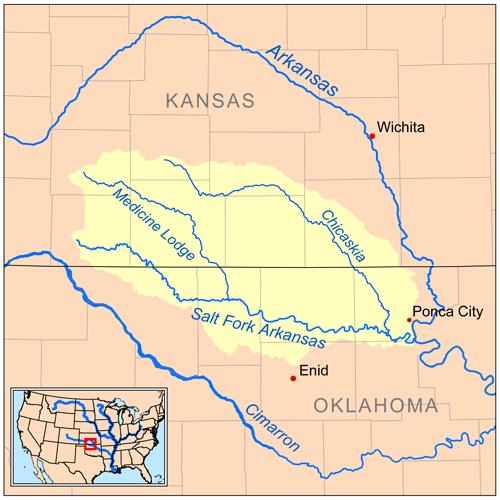
La Salt Fork et ses affluents

La Salt Fork prend sa source dans le Comté de Comanche et s'écoule initialement vers le sud-est à travers le comté de Barber, au Kansas, et le comté de Woods, en Oklahoma, jusqu'à la ville d'Alva, où elle tourne vers l'est pour le reste de son parcours à travers les comtés d'Alfalfa, Grant, Kay et Noble. comtés de l'Oklahoma, passé les villes de Pond Creek, Lamont et Tonkawa. Il se jette dans la rivière Arkansas dans le sud du comté de Kay, à 11 km au sud de Ponca City.
Dans le comté d'Alfalfa, un barrage sur la rivière approvisionne le Great Salt Plains Lake (en), qui est lié aux déserts de sel de la région et est le site du Salt Plains National Wildlife Refuge (en) ainsi qu'un Parc d'État des États-Unis.

## Affluents
Les affluents principaux de la Salt Fork sont la Medicine Lodge River (en), qui la rejoint dans le comté d'Alfalfa, et la Chikaskia River (en) qui la rejoint dans le comté de Kay